# مرانه (مهاباد)
قرية مرانه (بالكردية: مڕانە) هي إحدى القرى التابعة لـمنغور الشرقية في ريف قسم خليفان من مقاطعة مهاباد، في محافظة أذربیجان الغربیة الإيرانية.

## السكان
حسب إحصاءات سنة 2006، بلغ إجمالي السكان في مرانه 269 نسمة وعدد المساكن 56 مسكن. لغة سكان مرانه هي اللغة الكردية و هم من أهل السنة والجماعة والمذهب الشافعي.